# Championnat d'Islande de football 1981
Navigation
Saison précédente Saison suivante
La saison 1981 du Championnat d'Islande de football était la 70e édition de la première division islandaise. Les 10 clubs jouent les uns contre les autres lors de rencontres disputées en matchs aller et retour. Pour la première fois de l'histoire du championnat, il y aura deux clubs de la ville d'Akureyri parmi l'élite puisque le þor et le KA sont promus de 2. Deild.
Le Valur Reykjavik, vainqueur la saison dernière de son premier titre national, a tenté de le conserver face aux neuf meilleurs clubs du pays.
Le Vikingur Reykjavik finit en tête du championnat et remporte le 3e titre de champion d'Islande de l'histoire du club. Son dernier titre de champion remontait à 1924 !
En bas du classement, le þor Akureyri, tout juste promu, et le FH Hafnarfjörður sont relégués en 2. Deild.

## Les 10 clubs participants
| \| Reykjavik : · Fram - Valur - Vikingur - KR Reykjavik Akureyri : · þor - KA ÍA Akranes Breiðablik Kopavogur ÍBV Vestmannaeyjar FH Hafnarfjörður \| Clubs participants |
| Reykjavik : · Fram - Valur - Vikingur - KR Reykjavik Akureyri : · þor - KA ÍA Akranes Breiðablik Kopavogur ÍBV Vestmannaeyjar FH Hafnarfjörður                          |

| Club                 | Classement 1980 | Stade            | Ville          |
| -------------------- | --------------- | ---------------- | -------------- |
| ÍA Akranes           | 3               | Akranesvöllur    | Akranes        |
| Breiðablik Kopavogur | 5               | Kópavogsvöllur   | Kopavogur      |
| Fram Reykjavik       | 2               | Laugardalsvöllur | Reykjavik      |
| FH Hafnarfjörður     | 8               | Kaplakrikavöllur | Hafnarfjörður  |
| KA Akureyri          | 2. Deild        | Akureyrarvöllur  | Reykjavik      |
| KR Reykjavik         | 7               | Laugardalsvöllur | Reykjavik      |
| þor Akureyri         | 2. Deild        | Akureyrarvöllur  | Akureyri       |
| Valur Reykjavik      | 1               | Laugardalsvöllur | Reykjavik      |
| ÍBV Vestmannaeyjar   | 6               | Hásteinsvöllur   | Vestmannaeyjar |
| Vikingur Reykjavik   | 4               | Laugardalsvöllur | Reykjavik      |

## Compétition

### Classement
Le barème de points servant à établir le classement se décompose ainsi :
- Victoire : 2 points
- Match nul : 1 point
- Défaite : 0 point

| Rang | Équipe               | Pts | J  | G  | N | P  | Bp | Bc | Diff |
| ---- | -------------------- | --- | -- | -- | - | -- | -- | -- | ---- |
| 1    | Vikingur Reykjavik   | 25  | 18 | 11 | 3 | 4  | 30 | 23 | +7   |
| 2    | Fram Reykjavik       | 23  | 18 | 7  | 9 | 2  | 24 | 17 | +7   |
| 3    | ÍA Akranes           | 22  | 18 | 8  | 6 | 4  | 29 | 17 | +12  |
| 4    | Breiðablik Kopavogur | 22  | 18 | 7  | 8 | 3  | 27 | 20 | +7   |
| 5    | Valur Reykjavik T    | 20  | 18 | 8  | 4 | 6  | 30 | 24 | +6   |
| 6    | ÍBV Vestmannaeyjar C | 19  | 18 | 8  | 3 | 7  | 29 | 21 | +8   |
| 7    | KA Akureyri P        | 18  | 18 | 7  | 4 | 7  | 22 | 18 | +4   |
| 8    | KR Reykjavik         | 12  | 18 | 3  | 6 | 9  | 13 | 25 | -12  |
| 9    | Þor Akureyri P       | 12  | 18 | 3  | 6 | 9  | 18 | 35 | -17  |
| 10   | FH Hafnarfjörður     | 7   | 18 | 2  | 3 | 13 | 20 | 42 | -22  |

|  | Qualifié pour la Coupe d'Europe des clubs champions 1982-1983 |
|  | Qualifié pour la Coupe des Coupes 1982-1983                   |
|  | Qualifié pour la Coupe UEFA 1982-1983                         |
|  | Relégation en 2. Deild                                        |

### Matchs
| Résultats (▼dom., ►ext.)                                   | Fram | Haf | KR  | KA  | þor | Val | Akr | Vik | Brei | Vest |
| Fram Reykjavik                                             |      | 3-1 | 2-0 | 2-0 | 0-1 | 1-1 | 1-1 | 0-0 | 3-1  | 1-1  |
| FH Hafnarfjörður                                           | 5-1  |     | 1-1 | 2-3 | 0-3 | 2-3 | 0-4 | 2-2 | 1-2  | 0-2  |
| KR Reykjavik                                               | 0-0  | 2-0 |     | 0-1 | 0-0 | 0-2 | 2-1 | 1-2 | 1-3  | 1-3  |
| KA Akureyri                                                | 0-1  | 5-1 | 1-1 |     | 1-1 | 3-0 | 0-1 | 1-2 | 3-0  | 1-0  |
| þor Akureyri                                               | 1-2  | 0-1 | 2-1 | 1-1 |     | 1-2 | 0-0 | 0-3 | 1-1  | 1-4  |
| Valur Reykjavik                                            | 0-0  | 2-1 | 3-0 | 0-0 | 6-1 |     | 0-2 | 4-2 | 0-0  | 0-2  |
| ÍA Akranes                                                 | 0-0  | 3-1 | 0-0 | 0-1 | 3-1 | 0-4 |     | 0-1 | 3-3  | 3-0  |
| Vikingur Reykjavik                                         | 1-3  | 2-1 | 2-0 | 2-1 | 3-0 | 3-2 | 2-6 |     | 0-0  | 1-0  |
| Breiðablik Kopavogur                                       | 1-1  | 0-0 | 1-2 | 3-0 | 3-3 | 5-1 | 0-0 | 1-0 |      | 1-0  |
| ÍBV Vestmannaeyjar                                         | 3-3  | 4-1 | 1-1 | 1-0 | 4-1 | 1-0 | 1-2 | 1-2 | 1-2  |      |
| - Victoire à domicile - Match nul - Victoire à l'extérieur |      |     |     |     |     |     |     |     |      |      |

## Bilan de la saison
| Tableau d'Honneur                 |                    |
| Compétition                       | Vainqueur          |
| Championnat d'Islande de football | Vikingur Reykjavik |
| Coupe d'Islande de football       | ÍBV Vestmannaeyjar |
| Supercoupe d'Islande de football  | Fram Reykjavik     |

| Qualifications européennes                   |                    |
| Coupe d'Europe des clubs champions 1982-1983 | Qualifié           |
| 1er tour                                     | Vikingur Reykjavik |
| Coupe des Coupes 1982-1983                   | Qualifié           |
| 1er tour                                     | ÍBV Vestmannaeyjar |
| Coupe UEFA 1982-1983                         | Qualifié           |
| 1er tour                                     | Fram Reykjavik     |

| Promotion et relégation |                               |
| Relégué en 2. Deild     | þor Akureyri FH Hafnarfjörður |
| Promu en 1. Deild       | ÍBK Keflavík ÍB Ísafjörður    |

## Meilleurs buteurs
| # | Buteurs               | Clubs                | Nb de Buts |
| - | --------------------- | -------------------- | ---------- |
| 1 | Lárus Guðmundsson     | Vikingur Reykjavik   | 12         |
| 1 | Sigurlas þorleifsson  | ÍBV Vestmannaeyjar   | 12         |
| 3 | þorsteinn Sigurðsson  | Valur Reykjavik      | 9          |
| 4 | Sigurjon Kristjansson | Breiðablik Kopavogur | 7          |
| 4 | Palmi Jonsson         | FH Hafnarfjörður     | 7          |